# Josefa García Segret
Josefa García Segret (Tui, 1900 – Oleiros, 1986) va ser una mestra socialista espanyola víctima de la repressió franquista.

## Trajectòria
Filla d'Andrés García i Concepción Segret. Va ser la mestra de Tomiño, estava casada amb Hipólito Gallego Camarero, mestre de Forcadela i membre de la UGT. Després del cop d'estat del juliol de 1936, el seu marit es va unir a la resistència antifeixista, va caure presoner i va ser assassinat a Mondariz. Josefa García va ser detinguda el 15 d'agost, jutjada a Vigo el 7 de gener 1937 i  condemnada a mort. L'advocat defensor, José Queizán Hermida, va aconseguir la commutació a cadena perpétua. Mentre era a la presó de Tui, es va salvar d'ésser afusellada gràcies a l'ajuda del metge forense José Abraldes i del doctor Darío Álvarez Blázquez, que la van ajudar a simular un embaràs de quatre mesos amb un posterior avortament.  El març de 1944 li va ser reduïda la condemna a 6 anys i un dia. Va estar internada a la presó de Saturrarán des del febrer de 1938 al gener de 1941; a la presó de Can Sales de Palma, del 5 de gener de 1941 al 8 d'agost de 1943 i, novament a Saturrarán, fins que va sortir en llibertat el 22 de març de 1944. Va treballar en el grup d'empreses de Regojo i la seva vida va transcórrer entre Zamora, Redondela i Vigo.
El 1982, va publicar una autobiografia titulada Abajo las dictaduras, editada per ella mateixa, que constava de tres parts, a partir de les anotacions personals de tots aquells anys i dels textos de les cartes rebudes, enviades i conservades clandestinament. D'una manera molt punyent explica les tràgiques situacions de la vida carcerària a les presons Franquistes.Va acabar l'obra en 1976, però la seva publicació —«per les circumstàncies del moment»— va haver d'esperar fins al 1982. També va fer un recull de poemes, majoritàriament en gallec, la seva llengua materna. Amb l'enyorança de la nit de la Nit de Sant Joan, com a fil conductor, i el títol Tot cambea, recrea el dolor i la mort derivats de la guerra.Una gran quantitat de la seva correspondència, anava dirigida a la seva íntima amiga Dolores Valdés Fernández, de Mieres (Astúries) amb la qual va compartir les penúries i els càstigs soferts a la presó de Saturrarán.
Josefa García Segret va morir en 1986 i va ser enterrada a Redondela.

## Reconeixements
García Segret té un carrer dedicat en el barri de Pontepedriña, a Santiago de Compostel·la.
L'abril del 2023 l'Ajuntament de Tomiño-Pontevedra, va retre un homenatge a Josefa Segret i a Dolores Valdés amb una nova edició del llibre Abaixo as ditaduras, en gallec, a càrrec de Natalia Jorge i Marga do Val.